# 陳亞麟
陳亞麟（1986年11月28日～），臺灣政治人物，國立臺北大學社會學碩士，民眾黨主席柯文哲辦公室社會力部主任，前屏東縣枋寮鄉鄉長。

## 政治生涯
曾擔任多位民主進步黨籍臺北市議員助理、台灣聯合國協進會候補理事。
2018年，原本要代表時代力量參選枋寮鄉鄉長，但後來以無黨籍參選，最後當選枋寮鄉鄉長，成為全臺灣最年輕的鄉長。
2022年，因其在枋寮鄉鄉長任內涉嫌透過發包工程收取回扣，自4月被羈押停職，直到8月1日期滿獲釋，並於8月15日復職；同年9月被臺灣屏東地方檢察署依《貪污治罪條例》起訴。
2022年，再次參選枋寮鄉鄉長，因違紀參選而被民進黨屏東縣黨部開除黨籍，未當選。後來擔任台灣民眾黨主席柯文哲辦公室社會力部主任。
2025年4月，監察院認為陳亞麟違反《公務員服務法》、《公務員廉政倫理規範》、《政府採購法》及《採購人員倫理準則》，通過彈劾，並移送懲戒法院。

## 選舉紀錄
| 年度 | 選舉屆數               | 選舉區       | 所屬政黨 | 得票數 | 得票率 | 當選標記 | 備註 |
| ---- | ---------------------- | ------------ | -------- | ------ | ------ | -------- | ---- |
| 2018 | 第十八屆枋寮鄉鄉長選舉 | 屏東縣枋寮鄉 | 無黨籍   | 7,674  | 50.27% |          |      |
| 2022 | 第十九屆枋寮鄉鄉長選舉 | 屏東縣枋寮鄉 | 無黨籍   | 2,004  | 15.09% |          |      |